# Trzęsienie ziemi w Qinghai (2010)
Trzęsienie ziemi w prowincji Qinghai w Chinach – trzęsienie ziemi o sile 6,9 (USGS) lub 7,1 (Xinhua) w skali Richtera zaistniałe 14 kwietnia 2010 w chińskiej prowincji Qinghai. Według chińskiej agencji informacyjnej Xinhua zginęło 2698 osób, a 12135 zostało rannych. Epicentrum trzęsienia zostało zlokalizowane w mieście Gyêgu, blisko granicy z Tybetańskim Regionem Autonomicznym.
Gyêgu znajduje się około 240 kilometrów na północny zachód od miasta Qamdo. Jest to słabo zaludniony obszar Wyżyny Tybetańskiej, często nawiedzany przez trzęsienia ziemi.
Z powodu nierówności terenu oraz faktu, że osuwiska zniszczyły infrastrukturę, początkowo operacje ratownicze były prowadzone przez milicję i żołnierzy Chińskiej Armii Ludowo-Wyzwoleńczej stacjonujących w tym regionie. Władze prowincji Qinghai poinformowały, że do potrzebujących wysłano 5000 namiotów i 100000 ciepłych bawełnianych płaszczy i grubych koców, by pomóc im przetrwać silne wiatry i niską temperaturę.